# Möckeln, Småland
Möckeln är en sjö i Ljungby kommun och Älmhults kommun i Småland och ingår i Helge ås huvudavrinningsområde. Sjön är 10 meter djup, har en yta på 46,1 kvadratkilometer och befinner sig 136 meter över havet. Vid provfiske har en stor mängd fiskarter fångats, bland annat abborre, björkna, braxen och faren.

## Läge
Sjön Möckeln är den tredje största sjön på den småländska sjöplatån efter Bolmen och Åsnen och ligger sydväst om Växjö, nära gränsen till Skåne.
Strax innanför Möckelns sydspets ligger tätorten Älmhult, i vars norra del återfinns ortsdelen Möckeln (numera sammanvuxen med Älmhult). Vid sjöns nordöstra del ligger tätorten och brukssamhället Diö. Större delen av Möckeln ligger i Älmhults kommun, medan de nordvästra delarna tillhör Ljungby kommun. Sjöns västra strand ligger i Pjätteryds socken, den östra i Stenbrohults socken och den norra i Agunnaryds socken. Västra stranden ligger i det gamla "smålandet" Finnveden och den östra i Värend.

## Beskrivning
Sjön har en area på 48 km² och ligger cirka 136 meter över havet. Största djupet är 12 meter. Längden är cirka 16 kilometer från norr till söder. Största bredden i de nordliga delarna är nästan 7 kilometer, men de södra och mellersta delarna är smalare med cirka 1 - 1,5 kilometer.
Tre tillflöden finns, den större Helge å som mynnar i Möckeln vid Diö i nordöst, samt de två mindre Lilla Helge å och Agunnarydsån (som även den benämns Helge å i mer nutida källor) som mynnar i sjön längst i nordöst respektive nordväst. Utloppet från sjön sker vid fastigheterna Älvanäs och Byvärma i nordväst, där Helgeån sedan fortsätter söderut mot Hanöbukten i östra Skåne. Ett tidigare utlopp fanns före sjösänkningen i södra delen av sjön. Detta utlopp söderut förband Möckeln med Drivån via de numera sänkta sjöarna i Älmhult och Ormakulla. Vattenflödet söderöver drev numera försvunna kvarnar i byarna Slätthult och Kongstorp. Genom sjösänkningar och kommunal markexploatering på 1900-talet har detta dåtida utlopp numera tvärtom förvandlats till ett stundvis stillastående dagvattentillflöde åt Möckeln.
Vattenståndet kan variera cirka 1 meter upp eller ner över medelvattenlinjen (137 till 135 meter över havet) beroende på nederbörd och tillrinning, men sjön är inte reglerad.
Möckeln är en näringsfattig så kallad brunvattensjö eller dystrof sjö med relativt lågt pH, naturligt. Liksom andra liknande sjöar i Sverige drabbades Möckeln av försurningen och kalkning sker idag regelbundet.

## Fauna och flora
Bland fiskarter som förekommer i Möckeln finns abborre, gädda, gös, ål, lake, braxen, mört, björkna, faren, sarv, gärs, benlöja, siklöja och mal. Malen är Sveriges största insjöfisk och har i Möckeln en av sina fyra förekomster i landet (de övriga är Emån i Småland, Båven i Södermanland och nedre Helgeåns vattensystem, Kristianstads vattenrike i Skåne). Särskilt i de nordvästra delarna av sjön, runt Agunnarydsåns utlopp har malen en fast och stabil stam. Malen är en fridlyst fisk och måste omedelbart släppas om den fångas. Den största mal som fångats i Möckeln och som dokumenterats (år 1994) vägde 52 kg. Vanligaste fiskarterna i sjön är gädda, abborre, gös, braxen och mört. Särskilt fiske efter gös är mycket populärt i sjön.

## Omgivande natur
Stränderna är i allmänhet steniga och blockiga och kantas nästan uteslutande av lövskog med olika arter av lövträd som al, ask, asp, bok, ek och björk, blandat med barrträd som gran, tall och en. Längs de steniga och snåriga stränderna växer ofta pors. På några ställen finns rullstensåsar som kortare sträckor bildar sandstränder.
Sjön har många öar och halvöar, både större och mindre. Till de större öarna hör Höö, Lång (eller Lången) och Marsholm. Till större halvöar hör Bölsö och Möckelsnäs. I sjöns nordöstra delar finns en större mängd små, tätt lövskogsbevuxna öar.
Geologiskt består berggrunden där Möckeln ligger, till mycket stor del av gnejs men på flera ställen i nordsydligt riktning finns långa stråk av den mer näringsrika bergarten hyperitdiabas. Dessa diabasgångar är en del av Protoginzonen och går i dagen på flera ställen där de bildar höjder i det omkringliggande landskapet. Till dessa hör "Kronan" och "Taxås klint" vid Möckelsnäs och "Ramsåshuvud" med "Ramsabackarna" strax norr om Möckeln.
I Möckelns mellersta delar finns ett cirka 11 km långt, mer eller mindre sammanhängande område med naturreservat som omfattar både land, stränder och vatten. I Kronans och Taxås klints naturreservat, med den näringsrika hyperitdiabasen som grund, finns en av de främsta lavlokalerna i Sverige. På våren är marken på många ställen täckt av blåsippa. I skogen och i strandzonerna finns en mycket divers insekts- och fågelfauna. På mindre öar häckar fiskgjuse årligen.
Från utsiktsberget Taxås klint har man en fin utsikt över delar av Möckeln. Nedanför Taxås ligger den smala landtungan och rullstensåsen Sikareveln med fina sandstränder. Norr om Möckelsnäs och Taxås ligger ön Höö, ett hemman där ängar, betesmarker, utmarker och lövskog hävdas på gammalt sätt. Naturen på Höö är mycket vacker och mosaikartad, där brukningsmetoderna starkt gynnar biologisk mångfald av både flora och fauna. Tvärs över sjön norrut, från Höö räknat, ligger den större ön Marsholm vars södra och östra strand utgör naturreservat bestående av blandskog med bland annat en rik skalbaggsfauna och flera hackspettsarter och fåglar som fiskgjuse, storlom och ibland havsörn.

## Historik

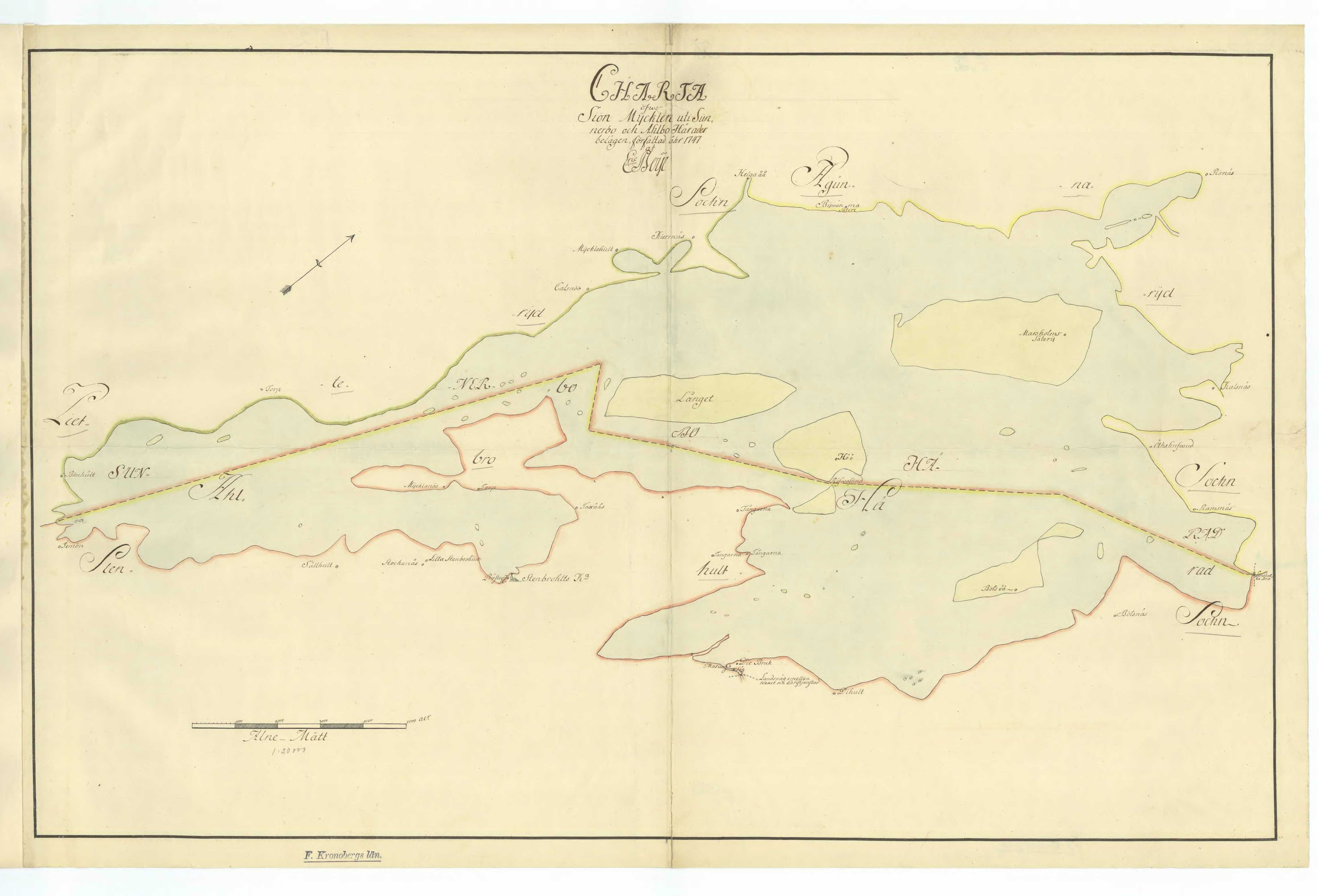
Äldre karta över Möckeln från 1747.

Möckeln rymmer sjömalm. På 1760-talet uppskattades att Diö bruk årligen tog upp 400 tunnor malm ur Möckeln. Bruket ägde pråmar med vilka kol hämtades i Pjätteryds och Agunnaryds socknar för kniphammarens och masugnens drift. Till Stenbrohults kyrka har sockenborna i äldre tid även färdats med kyrkbåtar. På 1880-talet införskaffades en hjulångare som gick i trafik på Möckeln med anhalt vid Möckelns station vid Södra stambanan. Hjulångaren brann senare upp. I början av 1900-talet bildades Möckelns Ångbåtsaktiebolag som införskaffade ångbåten Möckeln, som dels bogserade timmer och massaved, dels transporterade sten från Taxås klint till Möckelns station. Från 1912 gick även under en tid ångfartyget Persivall på Möckeln, främst använd för timmerflottning men även för turistresor.
Vid Möckelsnäs ligger Möckelsnäs herrgård med anor från medeltiden, idag renoverat till och bedrivet som hotell och konferensanläggning med restaurang.
Vid Möckeln, och i prästgården i Stenbrohult, växte Carl von Linné upp. Han föddes i Råshult cirka en kilometer öster om Stenbrohults kyrkby men flyttade hit vid knappt ett års ålder då hans far, Nils Linnaeus, fått tjänsten som kyrkoherde. Här vid Möckelns stränder och kring Taxås och Möckelsnäs gjorde Linné sina första botaniska observationer och upptäckter.
Sjön sänktes 1855-1859 med 1,78 meter. Innan dess var Krämarsundet segelbart fram till Diö. Före sjösänkningen fanns även ytterligare ett utlopp vid Pråmstadviken norr om Byvärma. Detta och det nuvarande utloppet löpte samman före Tornasjön.

## Turism
I Möckelns sydligaste ände, i Älmhults norra utkant, ligger Sjöstugans Camping med restaurang, liten butik, viss stuguthyrning och kanot- och båtuthyrning. Campingen brukar vara livligt frekventerad sommartid och besöks då inte minst av turister från Tyskland, Nederländerna och Danmark. Alldeles intill Sjöstugan ligger Bökhults badplats med lång brygga ut i sjön. Andra badplatser finns vid samhället Möckeln och i Diö. Kanotpaddling är en uppskattad sysselsättning sommartid. Övernattningsplatser med vindskydd och eldplatser för kanotister finns bland annat vid Sikareveln nära Taxås och Möckelsnäs.

## Övrigt
Det finns en gata i Årsta i Stockholm, Möckelvägen, som är uppkallad efter Möckeln (det finns flera sjöar i Sverige med det namnet). Området där gatan ligger började bebyggas 1942.[källa behövs]

## Delavrinningsområde
Möckeln ingår i delavrinningsområde (628129-140057) som SMHI kallar för Utloppet av Möckeln. Medelhöjden är 143 meter över havet och ytan är 138,56 kvadratkilometer. Räknas de 38 avrinningsområdena uppströms in blir den ackumulerade arean 1 024,98 kvadratkilometer. Avrinningsområdets utflöde Helge å mynnar i havet. Avrinningsområdet består mestadels av skog (44 procent). Avrinningsområdet har 46,1 kvadratkilometer vattenytor vilket ger det en sjöprocent på 33,2 procent. Bebyggelsen i området täcker en yta av 5,72 kvadratkilometer eller 4 procent av avrinningsområdet.

## Fisk
Vid provfiske har följande fisk fångats i sjön:
| - Abborre - Björkna - Braxen - Faren - Gärs - Gädda - Gös - Karpfisk obestämd | - Lake - Löja - Mal - Mört - Sarv - Sik - Siklöja - Sutare |